# Grækenland ved sommer-OL 2016
Grækenland deltog ved Sommer-OL 2016 i Rio de Janeiro som blev arrangeret i perioden 5. august til 21. august 2016.

## Medaljer
| 2016 Rio de Janeiro | Guld | Sølv | Bronze | Totalt |
| Grækenland          | 2    | 1    | 3      | 6      |

### Medaljevinderne
| Grækenland under sommer-OL 2016 i Rio de Janeiro | Grækenland under sommer-OL 2016 i Rio de Janeiro | Grækenland under sommer-OL 2016 i Rio de Janeiro | Grækenland under sommer-OL 2016 i Rio de Janeiro | Grækenland under sommer-OL 2016 i Rio de Janeiro |
| Medalje                                          | Navn                                             | Sport                                            | Event                                            | Dato                                             |
| ------------------------------------------------ | ------------------------------------------------ | ------------------------------------------------ | ------------------------------------------------ | ------------------------------------------------ |
| Guld                                             | Anna Korakaki                                    | Skydning                                         | Kvindernes 25 m pistol                           | 9. august                                        |
| Guld                                             | Eleftherios Petrounias                           | Gymnastik                                        | Mændenes ringe                                   | 15. august                                       |
| Guld                                             | Ekaterini Stefanidi                              | Atletik                                          | Kvindernes stangspring                           | 19. august                                       |
| Sølv                                             | Spyridon Gianniotis                              | Svømning                                         | Mændenes 10 km                                   | 16. august                                       |
| Bronze                                           | Anna Korakaki                                    | Skydning                                         | Kvindernes 10 m luftpistol                       | 7. august                                        |
| Bronze                                           | Pavlos Kagialis Panagiotis Mantis                | Sejlsport                                        | Mændenes 470                                     | 18. august                                       |

## Svømning

### Resultater
| Dato      | Disciplin   | H/D    | Udøver               | Indledende heat | Indledende heat | Semifinale          | Semifinale          | Finale              | Finale              |
| Dato      | Disciplin   | H/D    | Udøver               | Tid             | Placering       | Tid                 | Placering           | Tid                 | Placering           |
| --------- | ----------- | ------ | -------------------- | --------------- | --------------- | ------------------- | ------------------- | ------------------- | ------------------- |
| 6. august | 100 m bryst | Herrer | Panagiotis Samilidis | 1:00,35         | 19              | ude af konkurrencen | ude af konkurrencen | ude af konkurrencen | ude af konkurrencen |